# Stor marklöpare
Stor marklöpare (Calathus fuscipes) är en skalbaggsart som beskrevs av Johann August Ephraim Goeze. Stor marklöpare ingår i släktet Calathus och familjen jordlöpare. Arten är reproducerande i Sverige. Inga underarter finns listade i Catalogue of Life.

## Bildgalleri

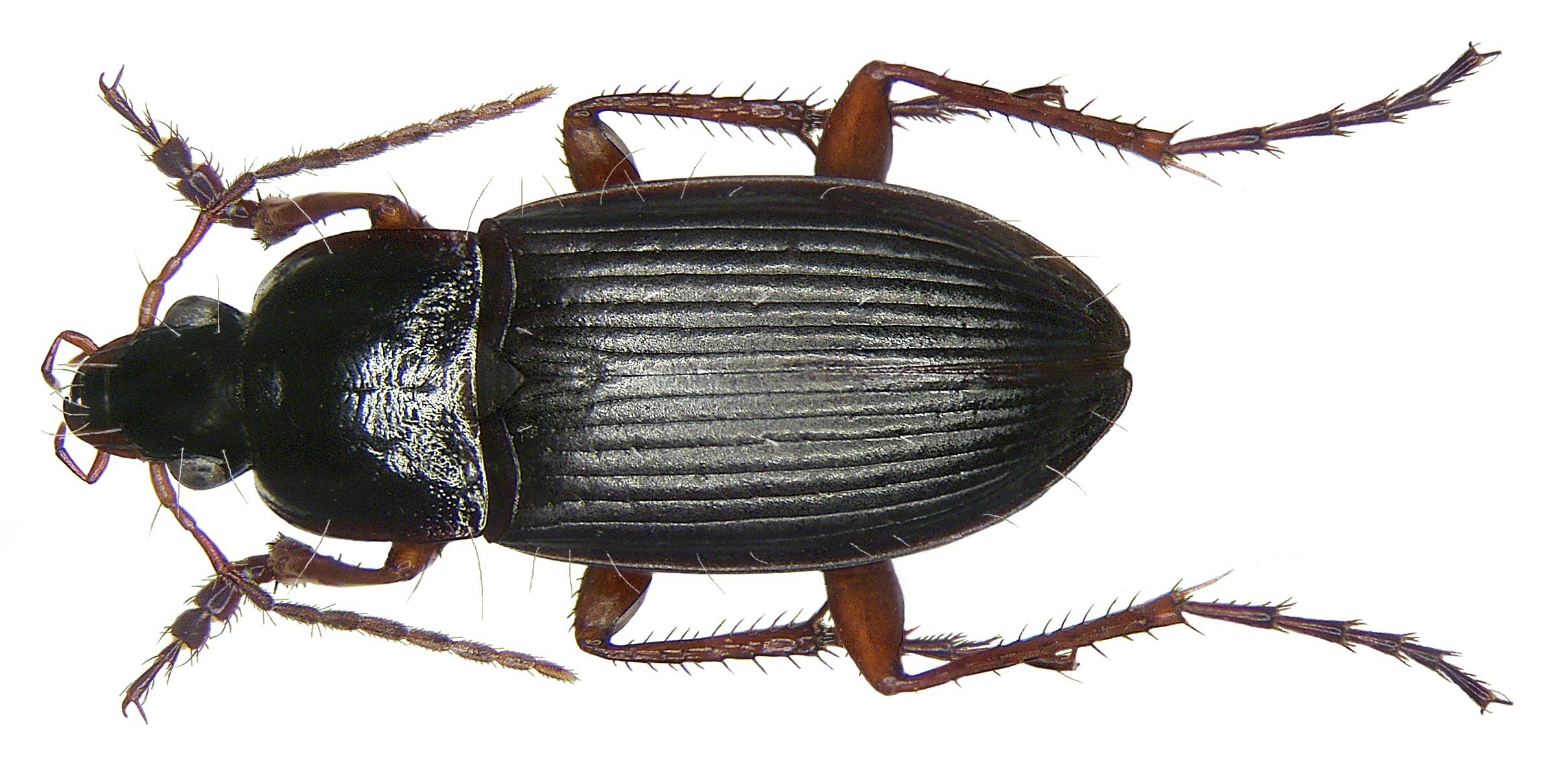
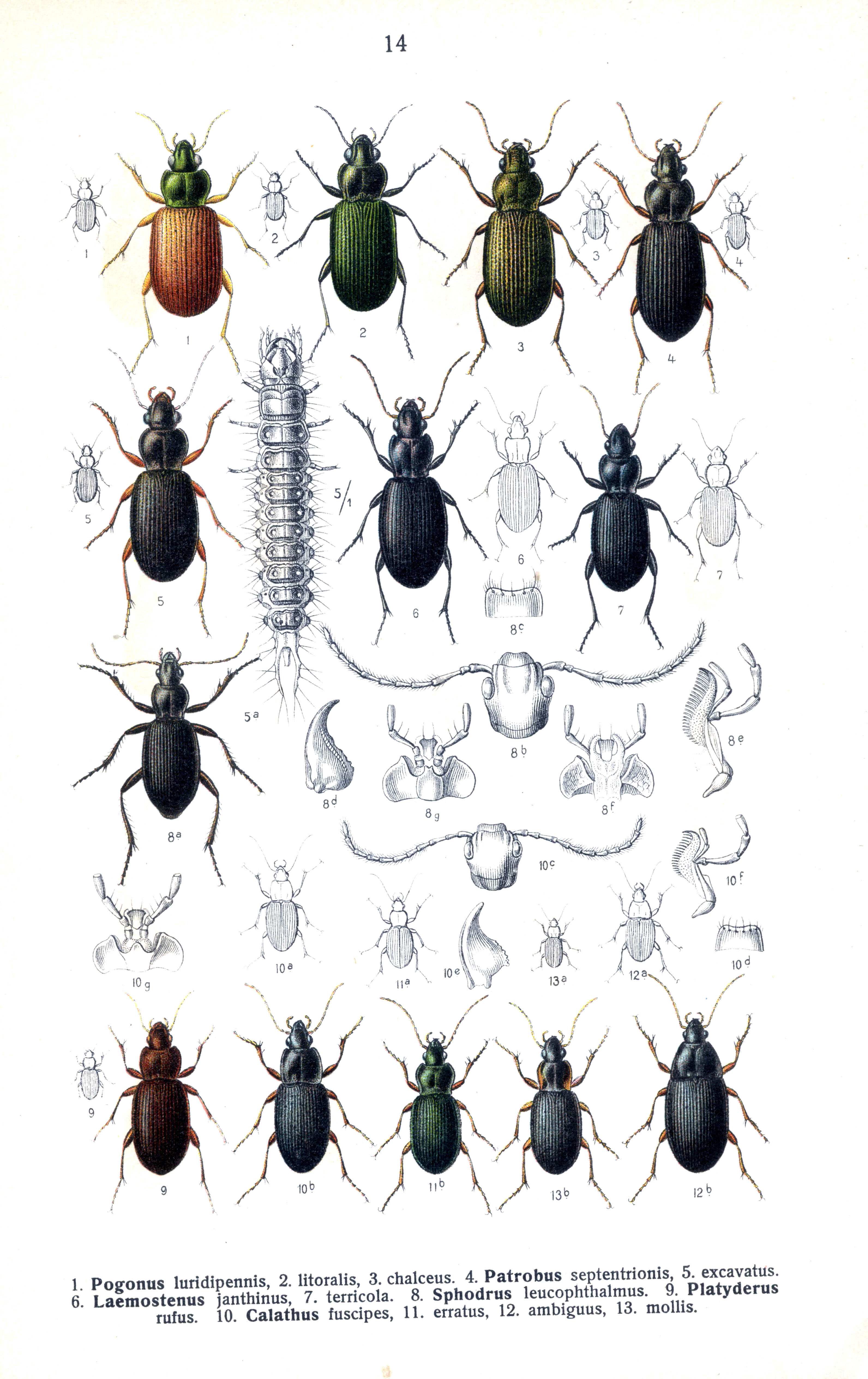